# Buprestis splendens
Buprestis splendens је инсект из реда тврдокрилаца (Coleoptera) и породице красаца (Buprestidae).

## Распрострањење
Ареал врсте Buprestis splendens обухвата већи број држава. Врста је присутна у следећим државама: Русија, Украјина, Пољска, Шпанија, Србија, Грчка, Белорусија, Финска, Данска, Албанија, Црна Гора и Аустрија. Изумрла је у Шведској и Немачкој.

## Угроженост
Ова врста се сматра рањивом у погледу угрожености врсте од изумирања.